# Vallorcinedalen
Vallorcinedalen ligger i nordöstra delen av Mont Blancmassivet och omges av bergen Barberine och Aiguille Rouges i väster och Domaine Balme i öster. Älven L'Eau Noire rinner åt norr mot Schweiz. Vattendelaren är vid passet Col des Montets mellan Argentière och Vallorcine. Berget Barberine ligger i gränsområdet mot Schweiz. Där finns en geologiskt intressant fyndplats med spår efter dinosaurier. Passet Col des Montets var tidigare ofta stängt på vintern på grund av lavinrisken och Vallorcine var då skilt från Chamonixdalen. I Chamonix kallar man än idag Vallorcine för le Bout de Monde, vilket betyder världens ände. Med tillkomst av järnväg 1908 och bättre lavinskydd för vägen genom passet är byn Vallorcine tillgänglig från båda håll. Legenden säger att Vallorcine förr hette Vallée des Ours, björndalen.